# 솔로몬사냥개박쥐
솔로몬사냥개박쥐 또는 솔로몬자유꼬리박쥐(Chaerephon solomonis)는 큰귀박쥐과에 속하는 박쥐의 일종이다. 솔로몬 제도의 토착종이다.

## 특징
작은 박쥐로 몸길이가 55.6~62mm, 전완장이 40.8~43.3mm이고 꼬리 길이는 30~35mm, 정강뼈 길이가 14.4~15mm이다. 귀 길이는 16.4~18.6mm이고 몸무게는 최대 13g이다. 털은 짧고 무성하며 거칠고 굵다. 등 쪽은 짙고 불그스레한 갈색이지만 배 쪽은 좀더 연한 색을 띤다.

## 생태
해안가 절벽을 따라 생긴 구멍으로 연결된 동굴 속에 은신한다. 먹이는 곤충이다.

## 분포 및 서식지
솔로몬제도의 슈아절섬과 산타이사벨섬에 널리 분포한다.